# Три кольори: Синій
«Три кольори: Синій» (фр. Trois Couleurs: Bleu) — французько-польсько-швейцарський фільм 1993 року польського режисера Криштофа Кесльовського. Це перший фільм з трилогії «Три кольори (Синій / Білий / Червоний», в якій послідовно досліджуються три слова девізу Франції: «Свобода / Рівність / Братерство».

## Сюжет
Жюлі Віньйон виживає в автокатастрофі, в якій втратила доньку та чоловіка, відомого французького композитора Патріса де Курсі. Одужуючи в лікарні, Жюлі намагається покінчити життя самогубством, прийнявши флакон таблеток, але не може їх проковтнути. Після виписки з лікарні Жюлі, яка, як вважається, допомогла написати багато відомих творів свого чоловіка, знищує те, що залишилося від його робіт. Вона зв'язується з Олів'є, колегою чоловіка, який завжди захоплювався нею, і спить з ним, перш ніж попрощатися. Вона спорожнює родинний дім і виставляє його на продаж, а сама, нікого не попередивши, винаймає квартиру в Парижі на вулиці Муфтар. Її єдиною пам'яткою залишається мобіль із блакитних намистин, який, як припускають, належав її доньці.
Жюлі відмежовується від свого минулого життя і дистанціюється від колишніх друзів. Її більше не впізнає мати, яка страждає на хворобу Альцгеймера. Вона забирає і знищує незавершену партитуру останнього твору покійного чоловіка, що оспівував європейську єдність після закінчення холодної війни. Однак уривки цієї музики переслідують її протягом усього фільму.
Незважаючи на бажання жити анонімно і на самоті, Жюлі незабаром стикається з минулим. Хлопчик, який став свідком аварії, дарує їй знайдений на місці події хрестик і запитує про останні слова її чоловіка, що стали кульмінацією нетактовного жарту. Жюлі дозволяє хлопчикові залишити ланцюжок собі. Жюлі також неохоче товаришує з Люсіль, екзотичною танцюристкою, яка має роман з одним із сусідів і яку зневажає більшість мешканців будинку. Дві жінки емоційно підтримують одна одну. Заспокоюючи Люсіль у клубі, де вона працює, Жюлі бачить, як Олів'є дає інтерв'ю по телевізору, розповідаючи, що зберігає копію європейського твору і планує закінчити його сам. Потім Жюлі бачить фотографію свого чоловіка з іншою жінкою.
Жюлі розповідає Олів'є про європейську статтю і запитує його про жінку, яку бачила з Патрісом. Вона розшукує Сандрін, адвокатку і коханку Патріса, і дізнається, що вона вагітна від нього. Жюлі влаштовує так, щоб Сандрін отримала родинний будинок, який ще не продали, і врешті визнала його батьківство на дитину. Потім Жюлі повертається до роботи над п'єсою з Олів'є і закінчує фінальну частину. Вона телефонує Олів'є, який відмовляється визнати твір своїм, якщо в ньому не буде вказано і Жюлі, на що Жюлі погоджується. Потім Жюлі знову телефонує Олів'є і запитує, чи він все ще кохає її; він відповідає «так», і Жюлі їде на зустріч з ним.
У фіналі звучить частина завершеного твору «Єдність Європи», в якому хор і соліст-сопрано співають грецькою мовою хвалу божественній любові в першому посланні апостола Павла до коринтян. На екрані з'являються зображення всіх людей, на яких вплинули дії Жюлі. Фільм закінчується кадром, де Жюлі плаче, а потім поступово починає посміхатися.

## Ролі виконують
| Жульєт Бінош    | •••• | Жулі Віньон (в шлюбі де Курсі) |
| Бенуа Режан     | •••• | Олів'є Бенуа                   |
| Флоранс Пернель | •••• | Сандрін                        |
| Шарлотта Вері   | •••• | Люсіль                         |
| Еммануель Ріва  | •••• | мадам Віньон                   |
| Елен Венсан     | •••• | журналістка                    |
| Філіп Вольтер   | •••• | агент з нерухомості            |
| Жулі Дельпі     | •••• | Домінік                        |

## Виробництво
Фільм був створений французькими компаніями CED Productions, Eurimages, France 3 Cinéma та MK2 Productions, швейцарською компанією CAB Productions та польською Studio Filmowe TOR.
Як і інші фільми трилогії, «Синій» часто візуально натякає на свою назву: численні сцени зняті з синіми фільтрами або при синьому освітленні, а багато об'єктів мають синій колір. Коли Жюлі думає про музичну партитуру, яку вона намагалася знищити, екран заливає синє світло. У фільмі також є кілька відсилань до кольорів триколора, що надихнули Кесльовського на створення трилогії: у кількох сценах переважає червоне світло, а в одній з них діти, одягнені в білі купальники з червоними поплавками, стрибають у блакитний басейн. В іншій сцені простежується зв'язок із наступним фільмом трилогії: помітивши адвоката Сандріну, коханку свого чоловіка, Жюлі заходить до зали суду, де Кароль, польський герой «Білого», розлучається з Домінікою, його дружиною-француженкою, яка живе окремо від нього.

## Аналіз
Періодичні з'явлення і зникнення персонажки Жюлі використовуються для того, щоб представити надзвичайно суб'єктивну думку . За словами Кесльовського, «у певний момент для Жюлі час справді плине, але в той же час він зупиняється. Не тільки її музика повертається, щоб переслідувати її в певний момент, але й час на мить зупиняється».

## Сприйняття

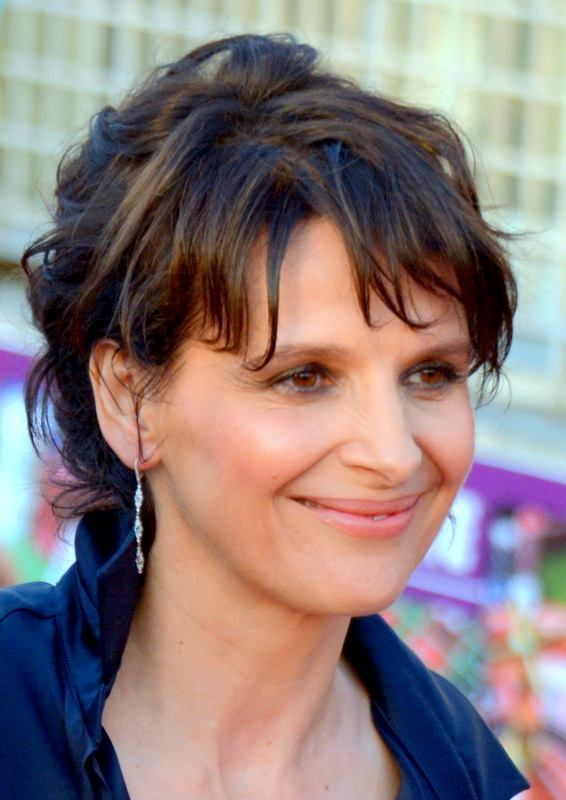
Жульєт Бінош

«Три кольори: Синій» отримав широке визнання кінокритики. На сайті Rotten Tomatoes фільм має рейтинг схвалення 98 % на основі 54 рецензій із середньою оцінкою 8,6/10. Критичний консенсус на сайті свідчить: «„Три кольори: Синій“ містить деякі з найбільш візуально захоплюючих, емоційно резонансних робіт режисера / співавтора Криштофа Кесльовського і може похвалитися видатною грою Жульєт Бінош у головній ролі».

На вебсайті Metacritic фільм має середньозважену оцінку 86 балів зі 100, що свідчить про «загальне визнання», — пише Марджорі Баумґартен з The Austin Chronicle:
«„Синій“ — це фільм, який залучає розум, кидає виклик почуттям, благає про розв'язку і з естетичною витонченістю та формальною елегантністю розповідає гарну історію та політичну алегорію».
Дерек Малкольм з The Guardian писав:
«„Синій“ залишається напруженою і зворушливою даниною жінці в його центрі, яка, повертаючись після трагедії, майже відмовляється, але врешті-решт приймає єдине справжнє кохання, яке їй пропонують».

## Музика для фільму
Альбом з музикою для фільму, яку написав Збіґнєв Прейснер, виконують оркестр Варшавська симфонія (Войцех Міхневський — диригент), Беата Риботицька, Ельжбета Товарницька, Яцек Осташевський, Конрад Мастило, та Сілезький філармонічний хор.

### Перелік композицій:
1. Song for the Unification of Europe (Patrice's Version) — 5:13
2. Van Den Budenmayer-Funeral Music (Winds) — 2:02
3. Julie-Glimpses of Burial — 0:30
4. Reprise-First Appearance — 0:34
5. The Battle of Carnival and Lent — 0:56
6. Reprise-Julie with Olivier — 0:49
7. Ellipsis 1 — 0:20
8. First Flute — 0:50
9. Julie-In Her New Apartment — 1:45
10. Reprise-Julie on the Stairs — 1:05
11. Second Flute — 1:16
12. Ellipsis 2 — 0:20
13. Van Den Budenmayer-Funeral Music (Organ) — 1:59
14. Van Den Budenmayer-Funeral Music (Full Orchestra) — 1:47
15. The Battle of Carnival and Lent II — 0:42
16. Reprise-Flute (Closing Credits Version) — 2:19
17. Ellipsis 3 — 0:22
18. Olivier's Theme-Piano — 0:36
19. Olivier & Julie-Trial Composition — 2:01
20. Olivier's Theme-Finale — 1:38
21. Bolero-Trailer For 'Red' Film — 1:08
22. Song For The Unification Of Europe (Julie's Version) (Film) — 6:48
23. Closing Credits — 2:04
24. Reprise-Organ — 1:09
25. Bolero-'Red' Film — 1:28

## Нагороди
- 1993 Нагорода Міжнародного кінофестивалю у Чикаго:
  - Спеціальний приз журі — Криштоф Кесльовський
- 1993 Нагорода Венеційського кінофестивалю:
  - Премія «Золотий лев» за найкращий фільм — Криштоф Кесльовський
  - Премія «Золотий Осел» за найкращу операторську роботу — Славомир Ідзяк
  - Кубок Вольпі за найкращу жіночу роль — Жульєт Бінош
- 1994 Національна кінопремія Франції Сезар:
  - за найкращу жіночу роль — Жульєт Бінош
  - за найкращий монтаж — Жак Вітта
  - за найкращий звук — Вільям Флаголе, Жан-Клод Лоре
- 1993 Премія Асоціації кінокритиків Лос-Анджелеса:
  - за 2-ге місце серед найкращих іноземних фільмів — Криштоф Кесльовський
- 1994 Номінація на премію Національної спілки кінокритиків США:
  - за 2-ге місце серед найкращих фільмів іноземною мовою